# Special Olympics Pakistan
Special Olympics Pakistan ist der pakistanische Verband von Special Olympics International. Sein Ziel ist die Förderung von Sport für Menschen mit geistiger Beeinträchtigung und die Sensibilisierung der Gesellschaft für diese Mitmenschen. Außerdem betreut er die pakistanischen Athletinnen und Athleten bei den Special Olympics Wettkämpfen.

## Geschichte
Special Olympics Pakistan wurde 1989 mit Sitz in Karatschi gegründet.

## Aktivitäten
2016 waren 19507 Athletinnen, Athleten und Unified Partner sowie 1778 Trainer bei Special Olympics Pakistan registriert.
Der Verband nahm 2017 an den Programmen Athlete Leadership,  Young Athletes, Motor Activities Training Program (MATP) und Family Support Networks teil, die von Special Olympics International ins Leben gerufen worden waren.

### Sportarten
Folgende Sportarten wurden 2017 vom Verband angeboten:
- Badminton (Special Olympics)
- Basketball (Special Olympics)
- Boccia (Special Olympics)
- Cricket
- Fußball (Special Olympics)
- Kraftdreikampf (Special Olympics)
- Leichtathletik (Special Olympics)
- Radsport (Special Olympics)
- Schwimmen (Special Olympics)
- Tennis (Special Olympics)
- Tischtennis (Special Olympics)

### Teilnahme an Weltspielen zwischen 2007 und 2019
(Quelle: )
• 2007 Special Olympics World Summer Games, Shanghai, China
• 2011 Special Olympics World Summer Games, Athen
• 2013 Special Olympics World Winter Games, PyeongChang, Südkorea (2 Athletinnen und Athleten)
• 2015 Special Olympics World Summer Games, Los Angeles, USA (15 Athletinnen und Athleten)
• 2019 Special Olympics, World Summer Games, Abu Dhabi (92 Athletinnen und Athleten)

### Teilnahme an den Special Olympics World Summer Games 2023 in Berlin
Special Olympics Pakistan nahm an den Special Olympics World Summer Games 2023 teil. Die Delegation wurde vor den Spielen im Rahmen des Host Town Programms von Berlin-Mitte betreut. Das Team gewann bei diesen Weltspielen 10 Gold-, 19 Silber- und 18 Bronzemedaillen.

### Teilnahme an Weltspielen nach 2023
- 2025 Special Olympics World Winter Games, Turin, Italien (10 Athletinnen und Athleten)[5]

## Erfolgreiche Athletinnen und Athleten (Auswahl)
• Jasmine Sharif